# Lasse Budtz
Lasse Johan Albert Bayer Budtz f. Johan Albert Bayer Budtz (født 16. juni 1926 i København, død 28. april 2006) var en dansk journalist og socialdemokratisk politiker. Budtz var en søn af Karen Marie og Ejnar Budtz.
Han begyndte som journalist på Københavns Amts Avis og arbejdede ved forskellige dagblade som fastansat eller freelancer. I 1965 blev han kendt i offentligheden, da han blev fastansat som udenrigsjournalist og politisk kommentator i Danmarks Radio.
Som politiker beskæftigede Lasse Budtz sig især med udenrigs- og forsvarspolitik og han var hovedarkitekten bag den såkaldte fodnotepolitik, der fra 1982 til 1988 gav gentagne politiske brydninger mellem den konservative Poul Schlüters regeringer og især Socialdemokraterne. I Bent Jensens bog "Ulve, får og vogtere"  om den kolde krig, fremgår det, at Lasse Budtz i fodnoteperioden i 1980'erne plejede nær omgang med repræsentanter fra flere kommunistiske lande, herunder især DDR og Sovjetunionen. Det fremgår også, at Lasse Budtz i sine erindringer har talt usandt om sine østkontakter.
Lasse Budtz beklædte bl.a. følgende poster:
- Formand for Socialdemokratiets udenrigsudvalg 1969-73 og igen fra 1979.
- Fra 1978 formand for den danske delegation til Europarådets Parlamentariske forsamling.
- Formand for Folketingets FN-gruppe fra 1977.
- Landsformand for Den Danske Europabevægelse fra 1979 til 1982.
- Formand for Folketingets Kulturudvalg fra 1978 til 1982.

Ved flere lejligheder var han delegeret ved FN's generalforsamlinger.
Han var redaktør på og forfatter til flere bøger og pjecer om bl.a. udenrigsforhold.
Forfattede bogen “Amerika - drøm eller mareridt” 1996